# Stetsasonic
Gli Stetsasonic sono stati un gruppo musicale hip hop di Brooklyn, New York formatosi nel 1981.

Vengono ricordati come uno dei primi gruppi hip hop ad aver utilizzato una band live che suonasse per loro,
ma soprattutto come precursori dell'alternative hip hop e del jazz rap.

## I membri
I membri del gruppo erano:
- Paul Huston, detto Prince Paul DJ;
- Leonard Roman, detto Wise, DJ;
- Marvin Nemley, detto DBC (Devastating Beat Creator), batterista, tastierista, DJ;
- Martin Wright, detto Delite, MC;
- Bobby Simmons, detto Frukwan, MC e
- Glenn Bolton, detto Daddy O, MC.

## La Storia
Inizialmente il nome del gruppo era Stetson Brothers, suonavano nei club di New York ed accumulavano affiliati e proseliti.

Nel 1986, il collettivo cambia nome in Stetsasonic in occasione dell'album di debutto: On Fire.
Questo primo CD ottiene un discreto successo, ma non quello sperato, poco male perché due anni dopo, nel 1988, "In Full Gear" riscuote molti consensi anche grazie ai singoli "Sally" e "Talkin' All That Jazz".

Nel 1991, il terzo album: "Blood, Sweat & No Tears", viene ben accolto dalla critica, ma non raggiunge la medesima popolarità.

Il gruppo si scioglie poco dopo la pubblicazione del terzo album, nel suo ultimo periodo collabora con i Wu-Tang Clan e i Brothers Grym.

Prince Paul e Frukwan entrano a far parte di un nuovo gruppo, i Gravediggaz, il primo dopo aver collaborato con essi, intraprende la carriera da produttore discografico; il secondo invece, nel 2003 pubblica un album da solista intitolato "Life".

La stessa sorte di Prince Paul tocca Daddy O, il quale lavora per molti artisti, tra cui Queen Latifah, Big Daddy Kane, Mary J. Blige e i Red Hot Chili Peppers.

Nel 2001, gli Stetsasonic pubblicano una rimasterizzazione di On Fire, il loro primo album.

## Discografia
- 1986 - On Fire
- 1988 - In Full Gear
- 1991 - Blood, Sweat & No Tears

### Singoli / EP
- 1986 - Just Say Stet
- 1986 - Faye
- 1988 - Sally
- 1988 - Talkin' All That Jazz
- 1991 - No B.S. Allowed
- 1991 - So Let the Fun Begin